# Acanthagrion floridense
Acanthagrion floridense là một loài chuồn chuồn kim trong họ Coenagrionidae.
Acanthagrion floridense được miêu tả khoa học năm 1946 bởi Fraser.